# Medalla del Servei General al Cap de Bona Esperança
La Medalla del Servei General del Cap de Bona Esperança (anglès:Cape of Good Hope General Service Medal) és una medalla de campanya britànica instituïda per la Reina Victòria el 4 de desembre de 1900 per ser atorgada de manera retrospectiva als veterans de 3 campanyes de supressió de diversos alçaments nadius menors al Cap entre 1880 i 1897, concretament als veterans que van servir a les Forces Colonials del Cap a la Campanya Traskei (1880-1881), la Guerra de Basutoland (1880-1881) i la Campanya Bechuanaland (1896-1897).
Es va atorgar unes 5.000 vegades, i va ser atorgada principalment a unitats locals, excepte potser d'una dotzena d'unitats imperials.
Es va atorgar:
- Sense bara: 10
- Una barra, Transkei: 562
- Una barra, Basutoland: 1589
- Una barra, Bechuanaland: 2483
- Dues barres; Transkei & Basutoland: 490
- Dues barres; Basutoland & Bechuanaland: 77
- Les 3 barres: 23

## Disseny
Una medalla de plata de 36mm de diàmetre amb un suspensori. A l'anvers apareix la imatge de la Reina Victòria amb un vel, amb la llegenda VICTORIA REGINA ET IMPERATRIX. Al revers apareix l'escut d'armes de la Colònia del Cap amb una flor de Proteal. Al perímetre superior apareix la inscripció CAPE OF GOOD HOPE (Cap de Bona Esperança).
A vegades el nom del receptor es grava al contorn.
Penja d'un galó blau fosc amb una franja central groga (totes 3 franges tenen la mateixa amplada)

### Barres
- "Transkei" – 13 de setembre de 1880 – 15 de maig de 1881
- "Basutoland" - 13 de setembre de 1880 – 27 d'abril de 1881
- "Bechuanaland" – 24 de desembre de 1896 – 30 de juliol de 1897